# Dendryphantes pseudochuldensis
Dendryphantes pseudochuldensis là một loài nhện trong họ Salticidae.
Loài này thuộc chi Dendryphantes. Dendryphantes pseudochuldensis được Peng, Xie & Joo-Pil Kim miêu tả năm 1994.